# Astroworld – Excursão Wish You Were Here
Astroworld - Wish You Were Here Tour foi a terceira turnê do artista americano Travis Scott em apoio ao seu terceiro álbum de estúdio Astroworld (2018). A turnê começou em Baltimore, na Royal Farms Arena, em 8 de novembro de 2018 e terminou em Tulsa, no BOK Center, em 26 de março de 2019.

## Fundo
A turnê foi anunciada oficialmente através do Instagram de Scott em 16 de agosto de 2018: "Estou pronto para voltar à estrada há muito tempo!! Astroworld Tour está finalmente aqui!!" . Em agosto de 2018, antes da turnê, Scott anunciou "esta é a primeira parte da Europa e outras cidades em breve". No início da turnê, Scott anunciou "datas extras". Scott também anunciou que Virgil Abloh, Sheck Wes, Trippie Redd e Gunna seriam os atos de abertura.
Em 7 de dezembro de 2018, foi anunciado que Redd não apoiaria mais Scott como ato de abertura durante a turnê devido a "problemas de produção" e redução do tempo definido.
Em 10 de junho de 2019, Travis anunciou um show na O2 Arena, em Londres, onde encerraria oficialmente a turnê.

## Palco
A ideia inicial da turnê Wish You Were Here era reviver o parque de diversões infantil, Six Flags AstroWorld, de sua cidade natal de Scott, Houston, então o palco foi planejado de uma forma que lembrava o parque temático com recursos como uma pequena roda gigante em funcionamento e montanha-russa. Em vez de um palco para o show, havia dois palcos, um em cada ponta da arena.

## Recepção critica

### América do Norte
O show foi avaliado positivamente por Charles Holmes na Rolling Stone, Julian Kimble no The Washington Post, e por Chris DeVille do Stereogum.

## Setlist
Este é o setlist do show em Baltimore, Maryland, em 8 de novembro de 2018. Não é representativo de todos os shows durante a turnê.
1. "Stargazing"
2. "Lose" (instrumental)
3. "Carousel"
4. "Quintana"
5. "Uptown"
6. "Way Back"
7. "Mamacita"
8. "Butterfly Effect"
9. "No Bystanders"
10. "Don't Play"
11. "3500" (reduzida)
12. "Skyfall"
13. "Through the Late Night"
14. "Upper Echelon"
15. "Drugs You Should Try It"
16. "90210"
17. "Love Galore" (solo, original de SZA)
18. "Skeletons"
19. "Astrothunder"
20. "R.I.P Screw"
21. "Houstonfornication"
22. "Stop Trying to Be God"
23. "NC-17"
24. "Zeze" (solo, original de Kodak Black e Offset)
25. "Beibs in the Trap"
26. "Yosemite" (com Gunna)
27. "Piss On Your Grave" (instrumental)
28. "5% Tint"
29. "Can't Say" (com Don Toliver)
30. "Antidote"
31. "Goosebumps"
32. "Sicko Mode"

## Datas da turnê
| Date                 | City                 | Country              | Venue                                | Opening act                               | Attendance           | Revenue              |
| Leg 1- North America | Leg 1- North America | Leg 1- North America | Leg 1- North America                 | Leg 1- North America                      | Leg 1- North America | Leg 1- North America |
| -------------------- | -------------------- | -------------------- | ------------------------------------ | ----------------------------------------- | -------------------- | -------------------- |
| November 8, 2018     | Baltimore            | United States        | Royal Farms Arena                    | Trippie Redd Sheck Wes Gunna Virgil Abloh | 11,444 / 13,325      | $553,291             |
| November 9, 2018     | Raleigh              | United States        | PNC Arena                            | Trippie Redd Sheck Wes Gunna Virgil Abloh | 15,305 / 15,305      | $858,876             |
| November 11, 2018    | Miami                | United States        | American Airlines Arena              | Trippie Redd Sheck Wes Gunna Virgil Abloh | 15,050 / 15,050      | $1,042,145           |
| November 12, 2018    | Tampa                | United States        | Amalie Arena                         | Trippie Redd Sheck Wes Gunna Virgil Abloh |                      |                      |
| November 13, 2018    | Atlanta              | United States        | State Farm Arena                     | Trippie Redd Sheck Wes Gunna Virgil Abloh | 12,166 / 12,166      | $884,444             |
| November 15, 2018    | Dallas               | United States        | American Airlines Center             | Trippie Redd Sheck Wes Gunna Virgil Abloh | 14,295 / 15,199      | $980,570             |
| November 17, 2018    | Houston              | United States        | Astroworld Festival                  | Trippie Redd Sheck Wes Gunna Virgil Abloh |                      |                      |
| November 19, 2018    | Louisville           | United States        | KFC Yum! Center                      | Trippie Redd Sheck Wes Gunna Virgil Abloh | 15,722 / 16,496      | $846,323             |
| November 21, 2018    | Toronto              | Canada               | Scotiabank Arena                     | Trippie Redd Sheck Wes Gunna Virgil Abloh | 17,380 / 17,741      | $1,345,444           |
| November 24, 2018    | Newark               | United States        | Prudential Center                    | Trippie Redd Sheck Wes Gunna Virgil Abloh | 15,811 / 15,811      | $1,341,089           |
| November 25, 2018    | Pittsburgh           | United States        | PPG Paints Arena                     | Trippie Redd Sheck Wes Gunna Virgil Abloh | 15,288 / 15,288      | $800,224             |
| November 27, 2018    | New York City        | United States        | Madison Square Garden                | Trippie Redd Sheck Wes Gunna Virgil Abloh | 32,602 / 32,602      | $2,823,519           |
| November 28, 2018    | New York City        | United States        | Madison Square Garden                | Trippie Redd Sheck Wes Gunna Virgil Abloh | 32,602 / 32,602      | $2,823,519           |
| November 29, 2018    | Washington, D.C.     | United States        | Capital One Arena                    | Trippie Redd Sheck Wes Gunna Virgil Abloh | 16,512 / 16,512      | $1,109,471           |
| November 30, 2018    | Hartford             | United States        | XL Center                            | Trippie Redd Sheck Wes Gunna Virgil Abloh |                      |                      |
| December 1, 2018     | Philadelphia         | United States        | Wells Fargo Center                   | Trippie Redd Sheck Wes Gunna Virgil Abloh | 17,003 / 17,057      | $1,237,017           |
| December 2, 2018     | Boston               | United States        | TD Garden                            | Trippie Redd Sheck Wes Gunna Virgil Abloh | 16,109 / 16,113      | $1,172,754           |
| December 4, 2018     | Cleveland            | United States        | Quicken Loans Arena                  | Trippie Redd Sheck Wes Gunna Virgil Abloh |                      |                      |
| December 5, 2018     | Detroit              | United States        | Little Caesars Arena                 | Trippie Redd Sheck Wes Gunna Virgil Abloh | 16,567 / 16,567      | $1,177,594           |
| December 6, 2018     | Chicago              | United States        | United Center                        | Trippie Redd Sheck Wes Gunna Virgil Abloh | 17,513 / 17,513      | $1,327,057           |
| December 8, 2018     | Minneapolis          | United States        | Target Center                        | Trippie Redd Sheck Wes Gunna Virgil Abloh | 14,750 / 14,750      | $939,481             |
| December 9, 2018     | Milwaukee            | United States        | Fiserv Forum                         | Trippie Redd Sheck Wes Gunna Virgil Abloh |                      |                      |
| December 10, 2018    | Omaha                | United States        | CHI Health Center Omaha              | Trippie Redd Sheck Wes Gunna Virgil Abloh | 11,549 / 14,738      | $683,484             |
| December 12, 2018    | Denver               | United States        | Pepsi Center                         | Trippie Redd Sheck Wes Gunna Virgil Abloh | 13,770 / 14,103      | $972,132             |
| December 15, 2018    | Sacramento           | United States        | Golden 1 Center                      | Trippie Redd Sheck Wes Gunna Virgil Abloh | 16,080 / 16,080      | $1,118,848           |
| December 16, 2018    | Oakland              | United States        | Oracle Arena                         | Trippie Redd Sheck Wes Gunna Virgil Abloh | 15,617 / 15,617      | $1,066,718           |
| December 18, 2018    | Phoenix              | United States        | Talking Stick Resort Arena           | Trippie Redd Sheck Wes Gunna Virgil Abloh | 15,774 / 15,774      | $938,243             |
| December 19, 2018    | Inglewood            | United States        | The Forum                            | Trippie Redd Sheck Wes Gunna Virgil Abloh | 32,486 / 35,010      | $2,447,312           |
| December 20, 2018    | Inglewood            | United States        | The Forum                            | Trippie Redd Sheck Wes Gunna Virgil Abloh | 32,486 / 35,010      | $2,447,312           |
| December 22, 2018    | Portland             | United States        | Moda Center                          | Trippie Redd Sheck Wes Gunna Virgil Abloh | 15,624 / 15,624      | $1,021,593           |
| Leg 2- North America |                      |                      |                                      |                                           |                      |                      |
| January 25, 2019     | Vancouver            | Canada               | Rogers Arena                         | Sheck Wes                                 | 16,191 / 16,191      | $1,338,325           |
| January 27, 2019     | Portland             | United States        | Moda Center                          | Sheck Wes                                 | 15,969 / 15,969      | $690,142             |
| January 29, 2019     | Tacoma               | United States        | Tacoma Dome                          | Sheck Wes                                 | 14,530 / 14,530      | $1,032,208           |
| February 4, 2019     | San Diego            | United States        | Pechanga Arena                       | Sheck Wes                                 | 10,562 / 11,939      | $899,911             |
| February 6, 2019     | Las Vegas            | United States        | T-Mobile Arena                       | Sheck Wes                                 | 13,243 / 13,243      | $969,827             |
| February 8, 2019     | Inglewood            | United States        | The Forum                            | Sheck Wes                                 | 16,305 / 16,305      | $1,719,024           |
| February 13, 2019    | Houston              | United States        | Toyota Center                        | Sheck Wes                                 | 14,120 / 14,120      | $1,395,539           |
| February 17, 2019    | Kansas City          | United States        | Sprint Center                        | Sheck Wes                                 | 14,039 / 14,089      | $1,215,415           |
| February 18, 2019    | St. Louis            | United States        | Enterprise Center                    | Sheck Wes                                 | 13,047 / 15,450      | $856,705             |
| February 20, 2019    | Indianapolis         | United States        | Bankers Life Fieldhouse              | Sheck Wes                                 | 13,727 / 13,727      | $973,854             |
| February 21, 2019    | Chicago              | United States        | United Center                        | Sheck Wes                                 | 15,368 / 15,368      | $1,360,723           |
| February 22, 2019    | Milwaukee            | United States        | Fiserv Forum                         | Sheck Wes                                 | 12,749 / 12,749      | $845,719             |
| February 24, 2019    | Columbus             | United States        | Schottenstein Center                 | Sheck Wes                                 | 14,039 / 14,089      | $1,028,887           |
| February 26, 2019    | State College        | United States        | Bryce Jordan Center                  | Sheck Wes                                 | 12,690 / 12,690      | $918,829             |
| March 2, 2019        | New York City        | United States        | Madison Square Garden                | Sheck Wes                                 | 16,181 / 16,181      | $2,095,376           |
| March 3, 2019        | Brooklyn             | United States        | Barclays Center                      | Sheck Wes                                 | 15,486 / 15,486      | $1,654,921           |
| March 5, 2019        | Montreal             | Canada               | Bell Centre                          | Sheck Wes                                 | 14,337 / 15,956      | $1,179,350           |
| March 7, 2019        | Toronto              | Canada               | Scotiabank Arena                     | Sheck Wes                                 | 16,339 / 16,339      | $1,472,771           |
| March 9, 2019        | Hartford             | United States        | XL Center                            | Sheck Wes                                 | 13,139 / 13,139      | $826,248             |
| March 12, 2019       | Washington, D.C.     | United States        | Capital One Arena                    | Sheck Wes                                 | 12,292 / 14,917      | $1,088,630           |
| March 14, 2019       | Jacksonville         | United States        | Jacksonville Veterans Memorial Arena | Sheck Wes                                 | 9,664 / 11,590       | $707,427             |
| March 15, 2019       | Orlando              | United States        | Amway Center                         | Sheck Wes                                 | 12,587 / 13,282      | $994,354             |
| March 17, 2019       | Tampa                | United States        | Amalie Arena                         | Sheck Wes                                 | 15,245 / 15,245      | $913,270             |
| March 20, 2019       | Nashville            | United States        | Bridgestone Arena                    | Sheck Wes                                 | 13,370 / 14,051      | $894,349             |
| March 22, 2019       | Atlanta              | United States        | State Farm Arena                     | Sheck Wes                                 | 11,593 / 11,593      | $1,084,881           |
| March 24, 2019       | Charlotte            | United States        | Spectrum Center                      | Sheck Wes                                 | 16,386 / 16,386      | $845,551             |
| March 26, 2019       | Tulsa                | United States        | BOK Center                           | Sheck Wes                                 | 12,425 / 13,231      | $869,968             |
| Europe               |                      |                      |                                      |                                           |                      |                      |
| July 16, 2019        | London               | United Kingdom       | The O2 Arena                         | Octavian                                  | 17,236 / 17,236      | $1,479,640           |
| Total                | Total                | Total                | Total                                | Total                                     | 764,236 / 848,197    | $63,715,185          |

- Na segunda etapa dos Estados Unidos, "Quintana" e "Uptown" foram substituídos por "4 AM" e "First Off".
- "3500" foi retirado do setlist na segunda mão.
- Após o show em Toronto na primeira mão, "5% TINT" também foi retirado do setlist.
- Durante o show em Raleigh, Sheck Wes foi trazido para tocar "Mo Bamba" depois de "NO BYSTANDERS". Trippie Redd também foi trazido para tocar "Dark Knight Dummo" depois de "Don't Play".
- Don Toliver apareceu em todos os shows da primeira etapa dos Estados Unidos no palco B para apresentar "CAN'T SAY" com Travis. Ele então faria aparições ocasionais em alguns shows na segunda etapa dos Estados Unidos.
- Em alguns shows selecionados na segunda mão, Travis tocou "Mile High" depois de Drugs You Should Try It.
- Gunna apareceu em todos os shows da primeira etapa para executar seu verso em "YOSEMITE". Ele não voltou na segunda mão, por estar em sua própria turnê como atração principal na época.
- Durante o segundo show em Atlanta, Travis trouxe convidados surpresa. 2 Chainz foi trazido para tocar "Whip" e "4 AM", que substituíram "Don't Play". Rick Ross foi trazido para tocar "BMF" e "Pop That", que substituiu "beibs in the trap". Young Thug foi trazido para tocar "pegue o telefone" e "Digits" depois de "YOSEMITE". Future foi trazido para tocar "First Off" e "March Madness" depois de "goosebumps".
- "Atender o telefone" seria tocada apenas na primeira mão, com Travis trazendo Young Thug.
- Durante o segundo show em Los Angeles, Travis trouxe Young Thug e Quavo para "atender o telefone". Depois, Quavo ficaria no palco para "Huncho Jack". NAV também foi trazido para "YOSEMITE" (junto com Gunna) e "beibs in the trap".
- Durante o segundo show em Tampa, um trecho de "WAKE UP" foi tocado antes de Travis tocar "90210".
- Na primeira etapa nos Estados Unidos, durante o segundo show na cidade de Nova York, Travis trouxe Kendrick Lamar para "arrepios".
- Durante o show em Londres, Scott trouxe Ed Sheeran para tocar "Antisocial" e Sheck Wes foi trazido para tocar "Mo Bamba" e "Live Sheck Wes".
- Durante os shows em Miami e Inglewood, Scott trouxe Drake para "SICKO MODE".

| Data                    | Cidade  | País           | Local          | Razão                                                          |
| ----------------------- | ------- | -------------- | -------------- | -------------------------------------------------------------- |
| 28 de fevereiro de 2019 | Buffalo | Estados Unidos | KeyBank Center | Motivos pessoais, foi então remarcado para 10 de março de 2019 |

1. ↑  «TRAVIS SCOTT». TRAVIS SCOTT (em inglês). Consultado em 6 de janeiro de 2019
2. ↑  «Travis Scott reveals the "Astroworld: Wish You Were Here" tour». The FADER (em inglês). 16 de agosto de 2018. Consultado em 6 de janeiro de 2019
3. ↑  Bonner, Mehera (19 de novembro de 2018). «Travis Scott's Astroworld Tour 101: What You Need to Know». Cosmopolitan (em inglês). Consultado em 6 de janeiro de 2019
4. ↑  «Trippie Redd Leaves Travis Scott's Astroworld Tour: Report». Billboard. Consultado em 16 de janeiro de 2019
5. ↑  Milligan, Kaitlin. «Travis Scott Announces London Show». BroadwayWorld.com (em inglês). Consultado em 5 de agosto de 2023
6. 1 2  Rosca, Emily (11 de dezembro de 2018). «Travis Scott's "ASTROWORLD" Tour Left Most Wishing They Were There». Loyola Phoenix (em inglês). Consultado em 12 de maio de 2019
7. 1 2  Holmes, Charles. «Travis Scott's 'Astroworld' Tour Is the Greatest Show on Earth». Rolling Stone (em inglês). Consultado em 14 de janeiro de 2019
8. ↑  «Review | Travis Scott is one of the most electrifying performers of our time». Washington Post (em inglês). Consultado em 13 de maio de 2019
9. ↑  «Travis Scott Made An Arena Feel Like A Packed Club And An Amusement Park At The Same Time». Stereogum. 26 de fevereiro de 2019. Consultado em 13 de maio de 2019
10. ↑  «Travis Scott performs on a rollercoaster at ASTROWORLD Tour kick off: Video + Setist». Consequence of Sound (em inglês). 9 de novembro de 2018. Consultado em 29 de janeiro de 2019
11. ↑  «Travis Scott Unveils Astroworld Tour Dates». Billboard. Consultado em 6 de janeiro de 2019
12. ↑  «Travis Scott Announces 2019 'Astroworld' Tour Dates». Spin. 17 de dezembro de 2018. Consultado em 6 de janeiro de 2019
13. ↑  Kreps, Daniel. «Travis Scott Sets 2019 'Astroworld: Wish You Were Here' Tour Dates». Rolling Stone (em inglês). Consultado em 6 de janeiro de 2019
14. ↑  «Travis Scott Announces Second Leg Of "Astroworld" Tour». HotNewHipHop. 17 de dezembro de 2018. Consultado em 6 de janeiro de 2019
15. ↑  «Travis Scott». The O2 (em inglês). Consultado em 6 de fevereiro de 2020
16. ↑  «Travis Scott London Show 2019: Tickets, Dates, Latest News». Capital XTRA (em inglês). Consultado em 6 de fevereiro de 2020
17. ↑  «Travis Scott cancels Buffalo concert at last minute amid Kylie cheating rumors». syracuse.com (em inglês). Março de 2019. Consultado em 4 de março de 2019